# Gediminovci
Gediminovci (litevsky Gediminaičiai, žemaitštsky Gedėmėnātē, rusky Гедиминовичи, polsky Giedyminowicze, bělorusky Гедзімінавічы, ukrajinsky Гедиміновичі) byla původem litevská knížecí dynastie. Posledním členem byl Vladislav II. Jagello, zakladatel dynastie Jagellonců.

## Historie

### Původ rodu
Předpokládá se, že nejstarším známým členem rodu Gediminovců byl Butigeidis, doložený v letech 1285–1291. Po jeho smrti převzal vedení jeho bratr Butvydas.
Od 14. do 16. století Gediminovci vládli Litevskému velkoknížectví. Jejím zakladatelem byl Gediminas (1275–1341).
Dynastie se postupem času rozdělila do velkého množství rodů, které žily v různých zemích střední a východní Evropy a některé z nich existují dodnes. Mezi významné potomky rozrodu Gediminovců patří například Jagellonci, kteří panovali také v Českém království, Polsku či Uhrách, dále ruské knížecí rody Golicynové, Trubečtí a další, či Czartoryští a další polské šlechtické rody.

## Významní panovníci z dynastie Gediminovců
- Gediminas
- Jaunutis
- Algirdas
- Jogaila
- Kęstutis

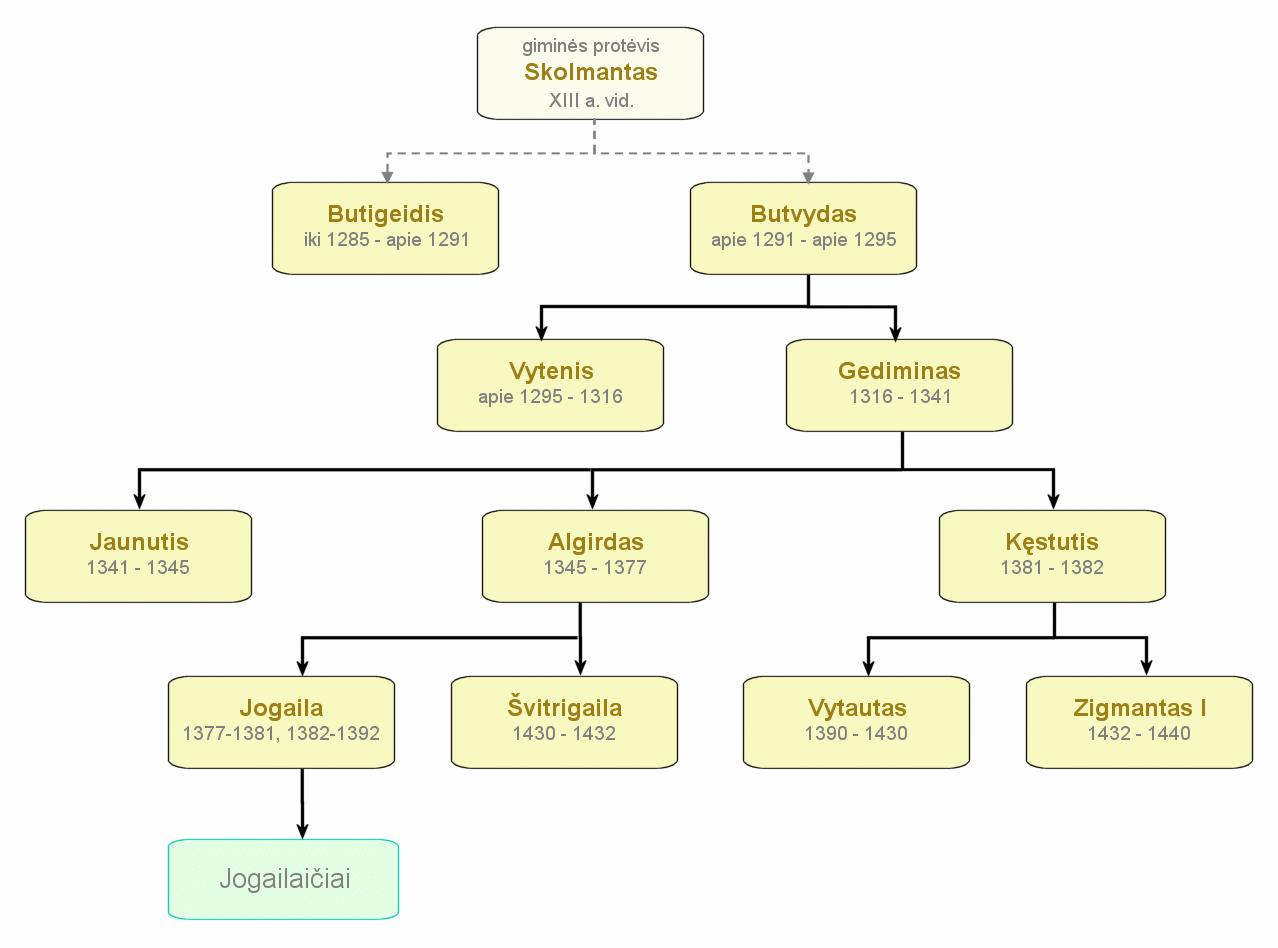
Rozrod Gediminovců

- Vytautas (~Vitold) – velkovévoda od roku 1392 do roku 1430
- Švitrigaila
- Sigismund Kęstutaitis
- Polský Kazimír IV
- Alexandr Jagellonský
- Zikmund I. Polský
- Zikmund II. August